# 病人傅油聖事
病人傅油聖事（英語：Anointing of the sick）是天主教及東正教的聖事。此聖事給予病人屬靈的幫助和安慰，並完好的屬靈健康，包括因為病重信徒的罪得赦免。天主教會基督徒認為，有的時候聖事會帶來奇蹟治愈。
這聖事的舊稱臨終聖事或終傅聖事由12世紀末起在西方天主教會使用，直到梵蒂岡第二屆大公會議廢止，但意大利很多信徒仍稱呼這聖事為Estrema Unzione；在東正教會這名稱則未有廣泛使用。改名原因是信徒可以多次接受聖事，不用等到臨終，施行聖事亦非預料病人已是臨終。有段時期這聖事只施行予快逝世的人，以避免在聖事後病人再有犯罪；但在梵蒂岡第二屆大公會議後已停止這做法。
病人傅油聖事依據的主要《聖經》經文為「你們中間有患病的嗎？他該請教會的長老們來；他們該為他祈禱，因主的名給他傅油：出於信德的祈禱，必救那病人，主必使他起來；並且如果他犯了罪，也必得蒙赦免。」（雅各伯書5章14–15節）
雖然自梵蒂岡第二屆大公會議後，有改變這聖事的建議提出，但世界上數以百計的司鐸仍照傳統的終傅聖事的儀式、原由和目的舉行這聖事。在改編自伊弗林·沃小說《重返布莱兹海德庄园》的同名電影中，可以看到病人傅油聖事歷經多個世紀的傳統儀式。
新教教派，特別是路德宗及聖公宗和一些其他教派也採用病人塗油儀式，但不一定將其歸類為聖事。

## 儀式
傅油的意思是以油塗抹，所使用是橄欖油。在天主教會，通常這油（病人油）已由主教在聖週四的聖油彌撒中祝聖。但如果沒這樣的油，司鐸可以使用任何植物油代替（但是以橄欖油為最佳），並為這油祝聖。司鐸可能不會為較聖事所需更多的油祝聖。摩門教中，長老可以為聖事所用的純淨橄欖油祝聖。
這聖事可以為個人需要進行，也可以集體進行。天主教堂區通常一年會舉行一至兩次集體的病人傅油聖事，而這多是在彌撒中舉行。在集體的病人傅油聖事中，凡認為自己可以從聖事獲得好處的信徒，會應司鐸呼召上前領受聖事。
如果這聖事是為個人的話，司鐸會在簡短儀式中施行，如果時間環境許可會舉行簡短禮儀。病人傅油聖事經常與其他聖事一同施行，如懺悔禮和領聖體。若果沒有即時生命危險，其次序是懺悔禮，傅油禮，然後領聖體。司鐸也可能會施行使徒赦罪（Apostolic Pardon，奉教宗名義施行），尤其是有生命危險的病人。
現時病人傅油聖事由司鐸主持。司鐸以已祝聖的油在病人的額頭畫十字，並唸：「藉此神聖傅油，願無限仁慈的主，以聖神的恩寵助佑你」然後又以油在病人手掌畫十字，並唸：「他既赦免你的罪，願他拯救你，使你振作起來。」在東正教會，身體其他部份也會傅油。
在舊式儀式中，司鐸會唸：──「藉此神聖傅油，願天主赦免你所有的罪。阿們。」